# Kap Charcot
Das Kap Charcot ist ein felsiges Kap am Nordostende der Melba-Halbinsel an der Küste des ostantarktischen Königin-Marie-Lands. Es liegt etwa 5 km westlich von David Island.
Entdeckt wurde es bei der Australasiatischen Antarktisexpedition (1911–1914) unter der Leitung des australischen Polarforschers Douglas Mawson. Mawson benannte das Kap nach dem französischen Polarforscher Jean-Baptiste Charcot (1867–1936).